# Fizzy
Fizzy（フィジー）は、日本のサイケデリックトランスミュージシャン、AKIのソロプロジェクトである。日本のアンダーグラウンドシーンでのライブ活動を中心とし、アメリカ合衆国やヨーロッパのレーベルにて発売されるコンピレーション・アルバムなどによる作品発表を続けている。

## 作品

### シングル
- Energy of Lagrange Point （2010年）/ ARCAIM MUSIX, JP
- Hello World （2007年）/ Presence Psy Trance, UK

### アルバム
- Mainspring Motion （2007年）/ Par-2 Productions, USA